# Marco Beltrami
Marco Beltrami (Long Island, New York, 7 oktober 1966) is een Amerikaans componist van voornamelijk filmmuziek.
Beltrami studeerde aan de Brown-universiteit en aan de Yale-universiteit. Daarna bezocht hij de USC Thornton School of Music in Los Angeles, waar hij werd opgeleid door de bekende filmcomponist Jerry Goldsmith. Beltrami is het meest bekend om zijn werken voor horrorfilms, waaronder de filmreeks Scream en de film Resident Evil. Hij heeft meerdere malen samengewerkt met de filmregisseurs Wes Craven en Guillermo del Toro. Ook componeerde hij de muziek voor de films Terminator 3: Rise of the Machines en The Wolverine. Beltrami ontving voor zijn werk twee Oscar-nominaties, een Golden Globe-nominatie en een Emmy Award-nominatie.

## Filmografie
| Jaar | Titel                                       | Opmerkingen                            |
| ---- | ------------------------------------------- | -------------------------------------- |
| 1994 | Death Match                                 |                                        |
| 1995 | The Whispering                              |                                        |
| 1996 | Scream                                      |                                        |
| 1997 | Mimic                                       |                                        |
| 1997 | Scream 2                                    |                                        |
| 1998 | Halloween H20: 20 Years Later               | met John Ottman                        |
| 1998 | Studio 54                                   | Originele titel: 54                    |
| 1998 | The Faculty                                 |                                        |
| 1999 | The Minus Man                               |                                        |
| 2000 | The Crow: Salvation                         |                                        |
| 2000 | Scream 3                                    |                                        |
| 2000 | The Wather                                  |                                        |
| 2000 | Dracula 2000                                |                                        |
| 2001 | Angel Eyes                                  |                                        |
| 2001 | Joy Ride                                    |                                        |
| 2002 | Resident Evil                               | met Marilyn Manson                     |
| 2002 | Blade II                                    |                                        |
| 2002 | The Dangerous Lives of Altar Boys           |                                        |
| 2002 | The First $20 Million is Always the Hardest |                                        |
| 2003 | Dracula II: Ascension                       |                                        |
| 2003 | Terminator 3: Rise of the Machines          |                                        |
| 2004 | Hellboy                                     |                                        |
| 2004 | I, Robot                                    |                                        |
| 2004 | Flight of the Phoenix                       |                                        |
| 2005 | Cursed                                      |                                        |
| 2005 | xXx: State of the Union                     |                                        |
| 2005 | Red Eye                                     |                                        |
| 2005 | The Three Burials of Melquiades Estrada     |                                        |
| 2006 | Underworld: Evolution                       |                                        |
| 2006 | The Omen 666                                | Originele titel: The Omen              |
| 2007 | The Invisible                               |                                        |
| 2007 | Die Hard 4.0                                | Originele titel: Live Free or Die Hard |
| 2007 | Captivity                                   |                                        |
| 2007 | 3:10 to Yuma                                |                                        |
| 2008 | The Eye                                     |                                        |
| 2008 | Max Payne                                   | met Buck Sanders                       |
| 2008 | L'ennemi public n°1                         | met Marcus Trumpp                      |
| 2009 | In the Electric Mist                        |                                        |
| 2009 | Knowing                                     |                                        |
| 2009 | The Hurt Locker                             |                                        |
| 2010 | Repo Men                                    |                                        |
| 2010 | Jonah Hex                                   | met Mastodon                           |
| 2010 | Don't Be Afraid of the Dark                 | met Buck Sanders                       |
| 2010 | My Soul to Take                             |                                        |
| 2011 | Soul Surfer                                 |                                        |
| 2011 | Scream 4                                    |                                        |
| 2011 | The Thing                                   |                                        |
| 2012 | The Woman in Black                          |                                        |
| 2012 | Trouble with the Curve                      |                                        |
| 2012 | Deadfall                                    |                                        |
| 2013 | Warm Bodies                                 | met Buck Sanders                       |
| 2013 | A Good Day to Die Hard                      |                                        |
| 2013 | World War Z                                 |                                        |
| 2013 | The Wolverine                               |                                        |
| 2013 | Snowpiercer                                 |                                        |
| 2013 | Carrie                                      |                                        |
| 2014 | The Homesman                                |                                        |
| 2014 | The Giver                                   |                                        |
| 2014 | The November Man                            |                                        |
| 2014 | The Drop                                    |                                        |
| 2014 | Seventh Son                                 |                                        |
| 2014 | The Woman in Black: Angel of Death          | met Brandon Roberts en Marcus Trumpp   |
| 2015 | True Story                                  |                                        |
| 2015 | The Gunman                                  |                                        |
| 2015 | Fantastic Four                              | met Philip Glass                       |
| 2015 | Hitman: Agent 47                            |                                        |
| 2015 | No Escape                                   | met Buck Sanders                       |
| 2015 | The Night Before                            | met Miles Hankins                      |
| 2016 | Gods of Egypt                               |                                        |
| 2016 | The Shallows                                |                                        |
| 2016 | Ben-Hur                                     |                                        |
| 2017 | Logan                                       |                                        |
| 2017 | First They Killed My Father                 |                                        |
| 2017 | Little Evil                                 | met Brandon Roberts en Marcus Trumpp   |
| 2017 | The Snowman                                 |                                        |
| 2017 | Matilda                                     |                                        |
| 2018 | A Quiet Place                               |                                        |
| 2018 | L'Emppereur de Paris                        | met Marcus Trupp                       |
| 2019 | Extremely Wicked, Shockingly Evil and Vile  | met Dennis Smith                       |
| 2019 | Velvet Buzzsaw                              |                                        |
| 2019 | Long Shot                                   | met Miles Hankins                      |
| 2019 | Scary Stories to Tell in the Dark           | met Anna Drubich                       |
| 2019 | Ford v Ferrari                              | met Buck Sanders                       |
| 2020 | Underwater                                  | met Brandon Roberts                    |
| 2020 | A Quiet Place Part II                       |                                        |
| 2020 | Love and Monsters                           | met Marcus Trupp                       |
| 2021 | Chaos Walking                               | met Brandon Roberts                    |
| 2021 | Fear Street Part One: 1994                  | met Marcus Trupp                       |
| 2021 | Fear Street Part Two: 1978                  | met Marcus Trupp                       |
| 2021 | Fear Street Part Three: 1666                | met Marcus Trupp                       |
| 2023 | The Nun II                                  |                                        |

## Overige producties

### Computerspellen
| Jaar | Titel    | Opmerkingen                       |
| ---- | -------- | --------------------------------- |
| 2017 | Fortnite | met Rom Di Prisco en Pinar Toprak |

### Televisiefilms
| Jaar | Titel                | Opmerkingen |
| ---- | -------------------- | ----------- |
| 1996 | Inhumanoid           |             |
| 1997 | Stranger in My Home  |             |
| 1998 | David and Lisa       |             |
| 1999 | Dybt vand            |             |
| 1999 | Tuesdays with Morrie |             |
| 2011 | The Sunset Limited   |             |

### Televisieseries
| Jaar | Titel             | Opmerkingen                    |
| ---- | ----------------- | ------------------------------ |
| 2000 | The Practice      | 2000-2004                      |
| 2002 | Glory Days        |                                |
| 2009 | V                 | 2009-2011                      |
| 2014 | TURN              | 2014-2016                      |
| 2014 | 1864              |                                |
| 2015 | Lucifer           | 2015-2016, met Dennis Smith    |
| 2017 | Six               | 2017-2018                      |
| 2019 | The Twilight Zone | 2019-2020, met Brandon Roberts |

## Documentaires
| Jaar | Titel            | Opmerkingen                         |
| ---- | ---------------- | ----------------------------------- |
| 2018 | Free Solo        |                                     |
| 2020 | The Way I See It | met Buck Sanders en Brandon Roberts |

## Prijzen en nominaties

### Academy Awards
| Jaar | Titel           | Categorie        | Uitslag     |
| ---- | --------------- | ---------------- | ----------- |
| 2008 | 3:10 to Yuma    | Beste filmmuziek | Genomineerd |
| 2010 | The Hurt Locker | Beste filmmuziek | Genomineerd |

### Emmy Awards
| Jaar | Titel          | Categorie                                                                               | Uitslag     |
| ---- | -------------- | --------------------------------------------------------------------------------------- | ----------- |
| 1999 | David and Lisa | Beste compositie voor een miniserie of film (dramatische achtergrondmuziek)             | Genomineerd |
| 2019 | Free Solo      | Beste compositie voor een documentaire serie of special (dramatische achtergrondmuziek) | Gewonnen    |

### Golden Globe Awards
| Jaar | Titel         | Categorie        | Uitslag     |
| ---- | ------------- | ---------------- | ----------- |
| 2019 | A Quiet Place | Beste filmmuziek | Genomineerd |